# Liblín (zámek)
Liblín je zámek ve stejnojmenné obci v okrese Rokycany. Stojí na místě tvrze postavené v šestnáctém století. Dochovaná podoba je výsledkem barokní přestavby z let 1770–1780 a pozdějších klasicistních úprav. Zámecký areál je chráněn jako kulturní památka ČR.

## Historie
Liblín patřil od čtrnáctého století k libštejnskému panství. Jeho majitelem byl v první polovině šestnáctého století Jan z Valdštejna, který zemřel před rokem 1540. Jeho synové se v roce 1543 rozdělili o rodový majetek. Samotný hrad si rozdělili na čtvrtiny, ale Liblín, Bujesily, Vojenice, Kladruby a Mostiště připadlo Václavovi. Liblín však držel v zástavě Felix Třemošnický z Předenic, který si v něm okolo roku 1530 postavil tvrz zvanou starý dům. S duševně nezpůsobilým Václavem spravoval panství jeho bratr Vojtěch. Po neshodách s ostatními bratry Vojtěch vyplatil Liblín ze zástavy, a Felix Třemošnický si koupil rychtu v Hodyni. Vojtěch rozšířil liblínskou tvrz o tzv. nový dům, ale podle Augusta Sedláčka ji sám před rokem 1555 založil. Když roku 1562 zemřel, liblínský nový dům po něm zdědil syn Jan Vojtěch z Valdštejna. Jeho bratr, Jan Kryštof z Valdštejna, obdržel starý dům, ale již o tři týdny později jej prodal Eléně Myškové z Bukova za 2750 kop míšeňských grošů. Její syn, Václav Myška ze Žlimic, se v roce 1579 stal jediným majitelem Liblína. Když v roce 1599 zemřel, připadl jeho majetek Janu Kryštofovi z Valdštejna, který jej o několik týdnů později prodal Anně Gryspekové z Drahenic za 5350 kop míšeňských grošů.
Třem bezdětným synům Anny Gryspekové část libštejnského panství s Liblínem zůstala do roku 1620, kdy byl již mrtvý Jan Václav Gryspek označen za účastníka stavovského povstání, a jeho majetek zkonfiskován. Zůstal však k užívání jeho manželce Juditě, která prokázala, že na tomto statku měla pojištěné věno. Jako vyznavačka podobojí nesměla panství sama vlastnit, a proto ho po svatbě s Petrem Jiřím z Příchovic předala manželovi. Petr Jiří z Příchovic nejprve sídlil na Krašově, ale roku 1631 hrad prodal, a přestěhoval se na Liblín. Zemřel roku 1637 a o rok později Liblín jako pokutu zabrala královská komora. V roce 1639 od ní vypálenou a pustou vesnici s tvrzí koupil Benjanmin Fruwein z Podolí za 27 tisíc kop míšeňských grošů. Přestože se také zúčastnil stavovského povstání, podařilo se mu získat milost a později sloužil ve významných funkcích Ferdinandovi II. V roce 1641 přenechal panství manželce Anně Alžbětě z Kolikrejtu, která žila na hospodářském dvoře Žíkov, protože tvrz byla neobyvatelná.
Anna Alžběta se v roce 1645 podruhé provdala za rytíře Jana Filip Renna, ale znovu ovdověla a roku 1675 prodala Liblín Janu Kryštofovi ze Štampachu za 35 tisíc zlatých. Jan Kryštof ze Štampachu nechal obnovit pustou tvrz a později i vesnici. Když zemřel, provdala se vdova za hraběte Herkula Pia Montecuccoliho. Od něj vesnici se Žíkovem koupil roku 1725 Alexandr Jan Ledebur za 97 tisíc zlatých. Jeho syn, Kašpar Ledebur, nechal v letech 1770–1780 přestavět tvrz na barokní zámek, i když podle Památkového katalogu přestavbu provedl již v letech 1721–1725 Pius Montecuccoli. Další přestavbou zámek prošel v letech 1854–1857 za Viléma Wurmbranda, kdy byla budova zvýšena o jedno patro a upravena v klasicistním stylu. Vilém Wurmbrand poté statek v roce 1857 prodal a další majitelé se často střídali. Ve druhé polovině dvacátého století byla zámecká budova upravena na domov důchodců.

## Stavební podoba
Hlavní zámecká budova má dvě patra a mansardovou střechu. Fasády jsou členěné pilastrovým řádem a před zahradní průčelí sestupuje dvouramenné schodiště. V některých místnostech se dochovaly štukované stropy. Ze zámku vede můstek k oratoři v přilehlém kostela svatého Jana Křitele. Podle Památkového katalogu je kostel zasvěcen svatému Janu Nepomuckému. Součástí památkově chráněného areálu je zámecký park se souborem soch, ohradní zeď s branami a kaplička v ohradní zdi.